# Würgreflex
Der Würgreflex ist ein Reflex, der durch eine Kontraktion des hinteren Rachenraumes das Eindringen von Fremdkörpern in die Atemwege verhindert. Er stellt damit einen gewissen Schutz beispielsweise vor Ersticken dar. Das Würgen ohne Ausstoßen von Mageninhalt wird fachsprachlich als Vomituritio bezeichnet, mit Ausstoßen von Mageninhalt als Erbrechen (Vomitus).
Der Würgreflex wird bei der Berührung des Zungengrundes sowie des weichen Gaumens, dort vorwiegend der Gaumenbögen, nicht primär, wie oft angenommen, des Zäpfchens (Uvula), ausgelöst. Die Hirnnerven Nervus glossopharyngeus und Nervus vagus sind für seinen Ablauf hauptverantwortlich.
Beim Würgreflex handelt sich um einen sogenannten polysynaptischen Reflex, das heißt, dass er durch Konzentration unterdrückt und durch übermäßige Auslösung (sogenannte Habituation) sogar vollständig abtrainiert werden kann. Zudem schaffen es manche Menschen, ihren Würgereflex auch ohne vorheriges Training durch das Drücken bestimmter Druckpunkte kurzzeitig komplett zu unterbinden. Der Reflex kann aber durch eine Sensitivierung auch übermäßig stark werden.